# Bohatice
Bohatice (en allemand : Voitsdorf) est une commune du district de Česká Lípa, dans 
la région de Liberec, en République tchèque. Sa population s'élevait à 231 habitants en 2021.

## Géographie
Bohatice se trouve à 3 km au sud-est de Zákupy, à 4 km au nord-ouest de Mimoň, à 10 km à l'est de Česká Lípa, à 26 km à l'ouest-sud-ouest de Liberec et à 76 km au nord-nord-est de Prague.
La commune est limitée par Zákupy au sud, à l'ouest et au nord, et par Pertoltice pod Ralskem, Mimoň et Ralsko à l'est.

## Histoire
La première mention écrite du village date de 1304.

## Galerie

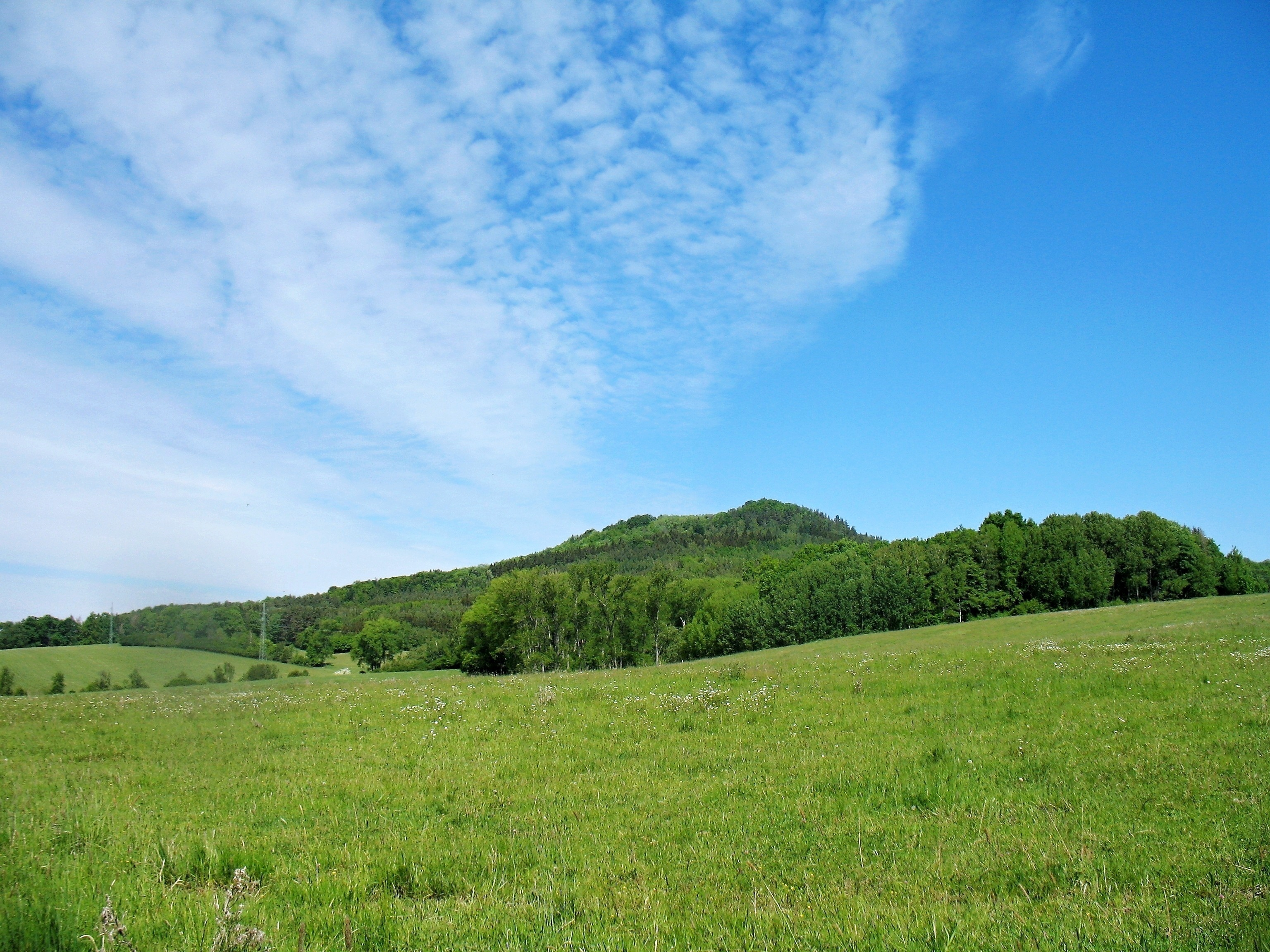
Kamenický vrch (337 m).
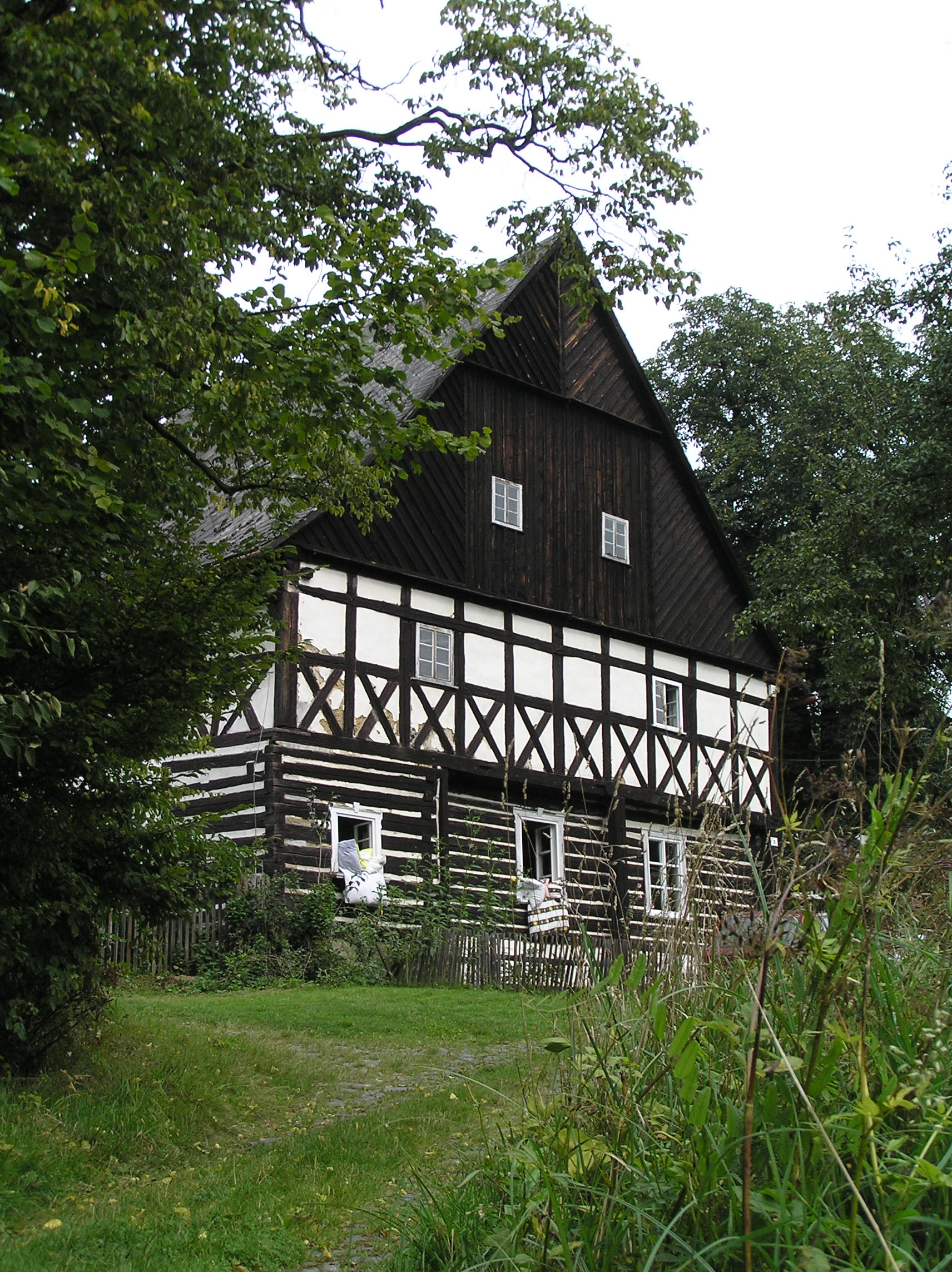
Architecture traditionnelle.

## Transports
Par la route, Bohatice se trouve à 4 km de Mimoň, à 11 km de Česká Lípa, à 42 km de Liberec et à 94 km de Prague.